# Sionismo
O sionismo (em hebraico:   ציונות Tsiyonut) é um movimento político que defende o direito à autodeterminação do povo judeu e à existência de um Estado nacional judaico independente e soberano no território onde historicamente existiu o antigo Reino de Israel (Eretz Israel) por meio da colonização do território até então com a população majoritariamente palestina.
O sionismo é também chamado de nacionalismo judaico e historicamente propõe a erradicação da Diáspora Judaica, com o retorno da totalidade dos judeus ao atual Estado de Israel. O movimento defende a manutenção da identidade judaica, opondo-se à assimilação dos judeus pelas sociedades dos países em que viviam.
O sionismo surgiu no final do século XIX na Europa Central e Oriental como um movimento de revitalização nacional e logo foi associado, pela maioria dos seus líderes, à colonização da Palestina. Segundo o pensamento sionista, a Palestina fora ocupada por estranhos. Desde a criação do  Estado  de Israel, o movimento sionista continua a defender o estado judeu, denunciando as ameaças à sua permanência e à sua segurança.
Os críticos do sionismo o consideram  como um movimento  colonialista ou racista. Os sionistas rebatem essas críticas, fazendo uma analogia considerada errônea entre os acadêmicos de conectar o antissionismo com o antissemitismo.

## Terminologia
O termo "sionismo" é derivado da palavra "Sion" (em hebraico:  ציון), que, em hebraico, quer dizer elevado. Originalmente, Sião ou Sion era o nome de uma das colinas que cercam a Terra Santa, onde existiu uma fortaleza de mesmo nome. Durante o reinado de David, Sião se tornou um sinônimo de Jerusalém ou da Terra de Israel. Em muitas passagens bíblicas, os israelitas são chamados de "filhos (ou filhas) de Sião".
No Livro de Isaias, o nome de Sião figura diversas vezes como equivalente para todo aquele que crê no Deus de Israel: Por amor de Sião não me calarei, e por amor de Jerusalém não me aquietarei, até que saia a sua justiça como um resplendor, e a sua salvação como uma tocha acesa (Isaias, 62-1).

## História do sionismo
O chamado "sionismo moderno" articulou-se  e desenvolveu-se especialmente a partir da segunda metade do século XIX, em especial entre os judeus da Europa Central e do Leste Europeu, que viviam sob a pressão das perseguições e massacres sistemáticos provocados pelo antissemitismo crônico destas regiões.

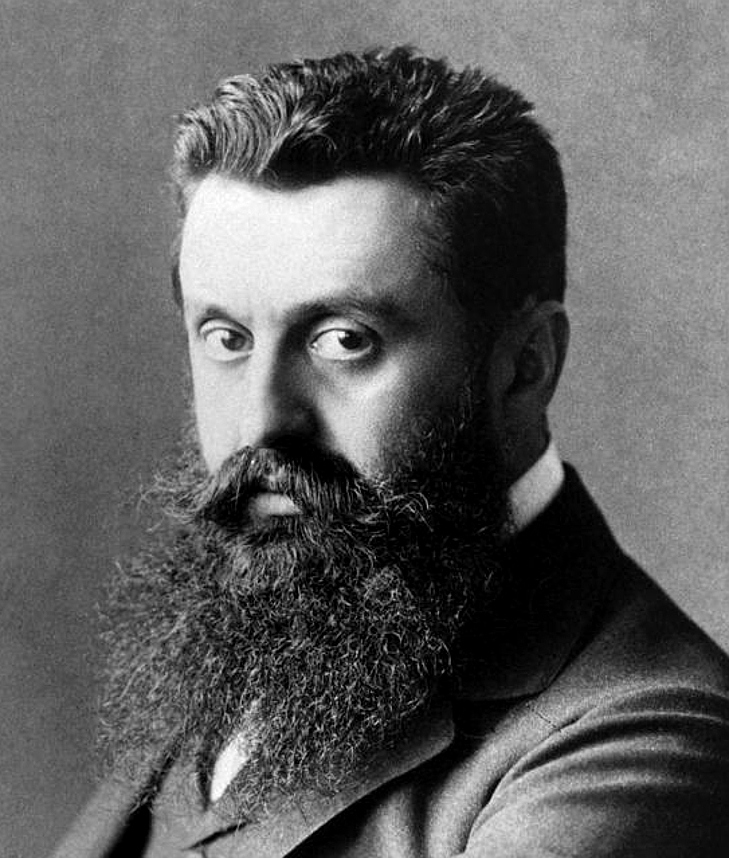
Theodor Herzl (1860 – 1904), Fundador do sionismo moderno

O século XIX foi uma época de irrupções nacionalistas em todo mundo. Gregos, italianos, poloneses, alemães e sul-americanos, entre outros, estabeleceram seus movimentos nacionais em busca de singularidade política, étnica e cultural. Seguindo estes modelos, o sionismo foi o mais recente dos processos de renascença nacional a despertar na Europa.
O sionismo também pode ser considerado como uma reação ao crescente assimilacionismo provocado pela integração dos judeus da Europa Central aos povos e comunidades onde se encontravam estabelecidos, o que, segundo os críticos, solapava as bases culturais e religiosas fundamentais do judaísmo tradicional.
O uso do termo "sionismo" surgiu durante um debate público realizado na cidade de Viena, na noite de 23 de janeiro de 1892, e foi cunhado por Nathan Birnbaum, um escritor judeu local que fundara em 1885 a revista “Selbstemanzipation!” (Autodeterminação!). No entanto, considera-se que o "Pai do sionismo" tenha sido o jornalista e escritor austríaco Theodor Herzl, autor do livro Der Judenstaat (O Estado Judeu).

### Precedentes do sionismo
São considerados precursores do sionismo (ou "protossionistas") alguns pensadores e religiosos judeus que expressaram em obras escritas o desejo ancestral do povo judeu de retornar às suas raízes históricas através da volta para sua terra de origem. Por outro lado, o nacionalismo judaico é considerado como uma decorrência direta dos diversos movimentos nacionalistas que surgiram no Ocidente a partir do iluminismo, da Revolução Francesa e da Revolução Americana.
Os primeiros protossionistas foram membros do clero judaico, como os rabinos Judá Alkalai; Naftali Berlin (o “HaNatziv”); Tzvi Kalisher; Samuel Mohiliver e Isaac Jacob Reines.
Segundo a narrativa religiosa e tradicional, o sionismo surgiria logo após a queda do Segundo Templo e a consequente expulsão da maioria dos judeus dos territórios do antigo Reino de Israel, entre os anos 66 d.C. e 135 d.C. A oração "no ano que vem, em Jerusalém", recitada todo os anos durante o Pessach, expressa a vontade, transmitida através das gerações, de retorno à Terra de Israel como condição precípua para a vinda do Messias e do estabelecimento de uma nova ordem, onde as esferas sagrada e terrena passariam a conviver em um único plano.
A "nostalgia de Sião" se manifestou claramente nos discursos de diversos místicos judeus surgidos ao longo dos séculos de duração da Diáspora, desde David Alroy ("falso messias"), no século XII, até Sabbatai Zevi, no século XVII, passando pelos poemas de Yehudah Halevi e por uma infinidade de místicos.
No século XIX, o britânico George Eliot publica o romance Daniel Deronda (1876), que descreve a vida de um homem que se dedica à busca da criação de um centro nacional para os judeus. Mas seriam Leon Pinsker, médico polonês e Moses Hess, escritor alemão, aqueles que mais se destacariam como precursores do sionismo naquele século.

### O Caso Dreyfus como impulso
Ao final do século XIX, os judeus que detinham uma condição social um pouco mais elevada (em geral os habitantes dos países da Europa Ocidental) julgavam-se mais seguros contra as perseguições antissemitas que vitimavam os judeus do Leste, mais arraigados às tradições, pois encontravam-se plenamente inseridos nas sociedades daqueles países. Esses judeus pouco diferiam, culturalmente, de seus vizinhos cristãos, e muitos abandonavam as práticas religiosas ou se convertiam ao cristianismo, como forma de selar o processo de completa assimilação. Entre esses, encontrava-se Theodor Herzl, um advogado nascido em Budapeste e que, na juventude, chegou a pedir em carta ao Papa que ajudasse os judeus de toda a Europa a se converterem coletivamente ao catolicismo. [carece de fontes]
Herzl ganhou notoriedade quando passou a publicar matérias assinadas na imprensa alemã a partir do final da década de 1880 e, graças a isso, recebeu um convite para se tornar correspondente do jornal "Neue Freie Presse" em Paris, onde cobriu o julgamento do militar Alfred Dreyfus. Dreyfus era um oficial judeu do Exército Francês acusado injustamente de espionar em favor dos alemães. Ao testemunhar a série de fraudes engendradas por elementos da oficialidade francesa para culpar Dreyfus com alegações antissemitas, Theodor Herzl se deu conta de que nem a assimilação cultural seria capaz de livrar os judeus da discriminação.
Com base nessas reflexões e aproveitando-se do pensamento de outras pessoas, Herzl escreve, em 1895, sua principal obra, Der Judenstaat – Versuch Einer Modernen Lösung der Judenfrage ("O Estado Judeu – Uma Solução Moderna para a Questão Judaica"), onde preconiza a necessidade da reconstrução da soberania nacional dos judeus em um Estado próprio. Em O Estado Judeu, Herzl descreve, de forma romanceada, suas visões de como tornar possível a construção de uma futura nação judaica, discorrendo sobre imigração, compra de terras, edificações, leis, idioma etc. Muitas das ideias de Herzl serviriam de inspiração para os primeiros legisladores do futuro Estado de Israel.

### O Congresso Sionista
O livro de Herzl foi bem recebido pela maior parte dos judeus europeus que compartilhavam dos mesmos ideais. Com o intuito de aglutinar as diversas tendências nacionalistas judaicas, Herzl organizou o Primeiro Congresso Sionista, que deveria ser realizado em Munique, na Alemanha. Contudo, líderes religiosos da comunidade judaica local se opuseram à iniciativa, por temerem uma exposição excessiva e uma possível retaliação antissemita. Assim, o evento acabou por se realizar na cidade suíça de Basileia, em 29 de agosto de 1897. Segundo seus criadores, o Congresso tinha como propósito de mostrar ao mundo "o que é o sionismo e o que ele pretende" e também para unir todos os sionistas sob uma só organização.
O evento reuniu cerca de duzentos participantes e seus principais resultados foram a formulação da plataforma sionista, conhecida como Programa de Basileia, e a fundação da Organização Sionista Mundial, sob a presidência de Herzl. Durante a reunião, discutiu-se onde deveria ser instalado o Estado Judeu, dividindo-se os congressistas entre a Palestina otomana ou algum território desabitado cedido aos sionistas, como a ilha de Chipre, a Patagônia e até em alguma das colônias europeias na África, como o Congo ou Uganda. Venceram os partidários da Palestina, com o argumento de que aquela era a região de origem de toda identidade judaica na Antiguidade. Em seu diário, Herzl escreveu: "Se eu tivesse que resumir o Congresso de Basileia numa só frase, ela seria: ‘em Basileia eu fundei o Estado Judeu’. Se eu dissesse isto hoje, seria objeto de risos universais; mas em cinco anos, talvez em cinquenta, todos o verão".
Seriam realizados 21 Congressos Sionistas até à eclosão da Segunda Guerra Mundial.

### Oposição judaica ao sionismo
Segundo alguns autores, a intenção de imigrar e viver na Palestina seria algo distante das intenções reais da maioria dos judeus, estando presente apenas enquanto referência religiosa. Abraham Leon escreve em 1942 que "durante o tempo que o judaísmo ficou incorporado ao sistema feudal, o 'sonho de Sião' não foi precisamente mais que um sonho e não correspondia a nenhum interesse real (...). O taberneiro ou o 'granjeiro' judeu da Polônia do século XVI pensava em retornar à Palestina tanto quanto o milionário judeu da América de hoje."
A tese do retorno ao lugar de origem ganhou a grande maioria dos adeptos por ter forte apelo religioso, baseado na redenção do povo de Israel e na “Terra Prometida”. Por outro lado, outras correntes religiosas (em especial as fundamentalistas) a consideravam uma compulsão heroica e sentimental, e alguns até a reprovavam duramente, alegando que está “redenção” deveria vir obrigatoriamente pela “obra de Deus” e não de ações políticas. Outros judeus a não aderir ao sionismo foram os adeptos do budismo. No entanto, tais visões foram se tornando gradativamente minoritárias e isoladas com o passar dos anos e o crescimento da Organização Sionista.
Nos dias atuais, a oposição judaica ao sionismo está restrita a alguns membros de seitas religiosas, como os haredim do Neturei Karta, Satmer e Edá Hacharedit, bem como os adeptos de ideologias internacionalistas de esquerda.

### A Palestina e a Terra de Israel
A região da Palestina, onde historicamente existiu uma pátria judaica, encontrava-se desde o ano de 638 sob o controle árabe muçulmano. A partir de 1517, o Império Turco-Otomano incorpora aquelas terras, tornando-se a Palestina uma província turca, status que duraria até o início do século XX. A presença dos judeus na região permaneceu ininterrupta por todo este período, embora em condição de minoria. Em algumas cidades, como Hebrom e Safed, a presença das comunidades judaicas se fazia mais numerosa e importante, convivendo em relativa paz com a maioria muçulmana.
Havia também a tradição judaica de migrar para a Palestina para lá morrer e ser sepultado, ou para estudos religiosos nas diversas yeshivot instaladas na região. Estas escolas de formação rabínica recebiam recursos doados por organizações filantrópicas, mas na segunda metade do século XIX, algumas destas organizações, como a Aliança Israelita Universal, passaram a investir na fundação de cidades e fazendas coletivas, dentro de um espírito socialista e secular. Assim Mikveh Israel foi fundada em 1870, seguida por Petah Tikva (1878), Rishon LeZion (1882) e outras comunidades agrícolas fundadas pelas sociedades Bilu e Hovevei Zion.
Mas com a primeira grande leva de imigrantes judeus chegados à Palestina, a partir de 1881, a demografia na Palestina começou a sofrer a sua primeira grande mudança em séculos. Estas ondas (chamadas de aliot), oriundas principalmente do Império Russo e do Iêmen, acabaram por gerar mais comunidades agrícolas e cidades. Estas primeiras aliot independentes serviriam de modelo para as imigrações que viriam nos anos seguintes, já sob o estímulo da Organização Sionista de Herzl.
Até meados do século XIX, a população total da Palestina registrava um decréscimo lento. Mas as migrações judaicas inverteram este quadro, e no raiar do século XX a região registrou o primeiro aumento demográfico em séculos. A população de judeus chegou a 10% do total antes de 1909, quando foi fundada a cidade de Tel Aviv, a primeira urbe exclusivamente judaica desde a Antiguidade.
O estabelecimento dos primeiros olim em terras palestinas se deu em zonas desabitadas, adquiridas com recursos doados por subscrições públicas ou por grandes filantropos europeus. O mais célebre destes foi o barão Edmond de Rothschild, que sozinho doou recursos para a aquisição de 125 mil acres (ou 22,36 km²) de terras.
No entanto, uma nova onda de perseguições antissemitas ocorrida na Rússia fez crescer o número de olim. Em abril de 1903 o Pogrom de Kishinev vitimou dezenas de judeus e evidenciou para os sobreviventes a necessidade de buscar a autodeterminação em um ambiente democrático.

## O sionismo como colonialismo
O sionismo como colonialismo é o paradigma que vê o sionismo e o conflito israelo-palestiniano como uma forma de colonização, sendo a sua expressão máxima a construção massiva de colonatos.  Patrick Wolfe, um influente teórico de estudos coloniais, considerou Israel um exemplo e discutiu-o no seu ensaio Settler colonialism and the elimination of the native ("Colonialismo e a eliminação dos nativos"). Outros estudiosos que usaram uma análise colonial de Israel na Palestina incluem Edward Said, Rashid Khalidi, Fayez Sayegh, Maxime Rodinson, George Jabbour, Ibrahim Abu-Lughod, Baha Abu-Laban, Jamil Hilal e Rosemary Sayigh. Muitos dos próprios pais da doutrina sionista não discutiram sequer o facto do sionismo ter um claro objetivo colonial e declararam-no publicamente, como Zeev Jabotinsky indicando que "o sionismo é uma aventura de colonização".
O actual quadro concetual surgiu em resposta às mudanças no cenário político em meados da década de 1990 que "reformularam a história da Nakba como duradoura" num processo liderado por académicos palestinianos em Israel. A utilização deste paradigma tem aumentado nos últimos anos entre ativistas e em menor grau também nos círculos académicos.
Apesar disto, a caracterização do sionismo como um movimento colonial é interpretada por muitos judeus israelitas como uma forma de antissemitismo que nega o que consideram ser a sua ligação histórica à terra. Isto reflete-se ainda mais nos esforços de diplomacia pública do Estado israelita, respondendo ao que considera ataques à sua legitimidade.
Em contraste com o colonialismo clássico, no caso sionista o foco está na eliminação, em vez de exploração, dos habitantes originais de um território, ou seja, dos palestianos. Conforme teorizado por Patrick Wolfe, este ímpeto de colonização é planeado e sistemático, operando através de processos que incluem projetos de assimilação, segregação, miscigenação, conversão religiosa, encarceramento, e chegando a operar a eliminação física dos palestinianos.
Em 1967, o historiador francês Maxime Rodinson escreveu um artigo posteriormente traduzido e publicado em inglês como Israel: A Colonial Settler-State? Lorenzo Veracini  descreve Israel como um estado colonial e escreve que os colonos judeus só puderam expulsar os britânicos em 1948 porque tinham as suas próprias relações coloniais dentro e fora das novas fronteiras do novo Estado Hebraico. Veracini acredita que a possibilidade de uma separação israelita-palestiniana está sempre latente e está apenas seria revertida através do "acomodamento de uma autonomia palestina dentro das instituições do Estado israelita" (ou seja, forçando a solução do Estado único).
Outros comentadores, como Daiva Stasiulis, Nira Yuval-Davis,  e Joseph Massad em "Colónia Pós-Colonial: tempo, espaço e corpos na persistência da Questão Palestiniana" incluíram Israel na sua análise global das sociedades colonizadoras. Ilan Pappé descreve o sionismo e Israel em termos semelhantes. A académica Amal Jamal, da Universidade de Tel Aviv, declarou: "Israel foi criado por um movimento colonial de imigrantes judeus".
O historiador israelita Benny Morris no seu livro "The Arab-Israeli war" em 1948 escreve: "é evidente que os acontecimentos de 1948 na Palestina foram uma limpeza étnica executada pelos judeus nas zonas árabes". Os métodos terroristas, de inspiração nazi e fascista, levados a cabo pelo Irgun ("Organização Militar Nacional na Terra de Israel"), liderado por Menachem Begin, também foram denunciados no mesmo ano por diversos intelectuais judeus, entre os quais Albert Einstein e Hannah Arendt, numa carta aberta publicado pelo jornal The New York Times no dia 4 de dezembro do mesmo ano.
A IJAN - International Jewish Anti-Zionist Network, no seu manifesto de janeiro de 2009, denuncia a ocupação israelita das terras palestinianas, e reafirma o seu trabalho para "desmontar o apartheid israelita, permitir o regresso dos refugiados palestinianos e o fim da colonização israelita da Palestina". No mesmo sentido a Amnesty International tem vindo a lançar vários apelos contra o apartheid (segregação racial) exercido sobre o povo palestiniano nas áreas controladas por Israel.

## As divisões do sionismo

### O sionismo socialista
A partir do Segundo Congresso Sionista, realizado em 1898, surgiram os Sionistas Socialistas, inicialmente um grupo minoritário, em sua maioria oriunda da Rússia, mas que exigiu representação na Organização Sionista Mundial. A presença dos sionistas socialistas seria cada vez maior, chegando à maioria dos delegados a partir de do 18º Congresso, realizado em Praga, em 1933. Os sionistas socialistas formariam o principal núcleo político dos fundadores do Estado de Israel, gerando futuros líderes como David Ben-Gurion, Moshe Dayan, Golda Meir, Yitzhak Rabin e Shimon Peres.
Alguns pensadores fundamentais para o conhecimento do sionismo socialista são Dov Ber Borochov e Aaron David Gordon. Ambos, porém, encontram em Moses Hess uma origem da combinação de um estado judeu e socialista.
Diferentemente dos primeiros sionistas reunidos por Herzl, os sionistas socialistas não acreditavam que o Estado Judaico seria criado apelando à comunidade internacional, mas através da luta de classes e dos esforços da classe trabalhadora judaica na Palestina. Os socialistas pregavam o estabelecimento dos kibbutzim (fazendas coletivas) no campo e de um proletariado nas grandes cidades.

### O sionismo político
A cisão da Organização Sionista pelos socialistas provocou a formação de um segundo bloco, a que se chamou de “Sionistas Políticos”, que tal como Herzl e também Chaim Weizmann, preconizavam a independência do Estado Judeu pela via diplomática. Em busca disso, o próprio Herzl encontrou-se com o Kaiser Guilherme II da Alemanha e com o sultão Abdulamide II da Turquia, com os quais pediu o apoio de seus países para o estabelecimento do Estado Judeu na Palestina. Após a morte de Theodor Herzl, em 1904, e com o fracasso de uma solução negociada para a independência do Estado Judeu, o sionismo político foi perdendo importância dentro da Organização Sionista.

### O sionismo revisionista
Os maiores opositores dos sionistas socialistas seriam os sionistas revisionistas, que surgiram em 1925, liderados por Vladimir Ze'ev Jabotinsky, um filósofo liberal que pretendia reviver na Organização Sionista “o espírito e a doutrina verdadeiramente herzlianos”.
Para os sionistas revisionistas, o Estado Judeu só seria viabilizado com a organização dos judeus em frentes paramilitares que combatessem, simultaneamente, a presença britânica na Palestina (a partir de 1917) e a resistência armada dos árabes muçulmanos da Palestina, que vinham atacando pessoas e propriedades dos sionistas. Os revisionistas também combatiam os socialistas, pois pregavam uma ideologia liberal-democrática (contrária ao marxismo) dentro da Organização Sionista e a defendiam para o futuro Estado Judeu.

### O sionismo religioso
O sionismo religioso combina o sionismo e o judaísmo religioso, baseando o sionismo nos princípios da Torá, Talmud e outros. Moisés defendia ideias protonacionalistas na Torá desde que ele fugiu do Egito Antigo.

### O sionismo cultural
Em uma acepção menos comum, o termo pode também se referir ao sionismo cultural, proposto por Ahad Ha'am, e ao apoio político dado ao Estado de Israel por não judeus, tal como no sionismo cristão.

## Pensadores sionistas
São conhecidos por esse nome personalidades que, com suas obras e artigos colaboraram com a estruturação do sionismo como ideologia de formação de um Estado Judeu nos mais diferentes formatos.
Além disso, os pensadores sionistas serviram (e servem) como eixo orientador das comunidades ao redor do mundo, e como referências para seus seguidores. Isso não descarta a importância de autores como Leon Pinsker, considerado um pré-sionista.
Diversas correntes de pensamento são importantes para a compreensão do sionismo atual. Achad Ha-am, por exemplo, foi o criador de uma visão peculiar do sionismo, mas que é intimamente ligada aos dias atuais. Há ainda Rav Kook, com o sionismo religioso.
Relativamente às críticas dirigidas ao sionismo, de que seria um movimento de cunho racista, seus defensores defendem-se alegando que o sionismo não é doutrinariamente unificado e coeso, possuindo diversas versões divergentes umas das outras. Além disso, alguns também discordam afirmando que palestinos e judeus não são racialmente distintos, e assim não se aplicaria o termo já que a discriminação não se funda na raça.